# Natalia Duco
Natalia Duco Soler (née le 31 janvier 1989 à San Felipe) est une athlète chilienne, spécialiste du lancer du poids.

## Biographie
Ayant terminé 4e lors des Championnats du monde jeunesse 2005, 12e lors des Championnats du monde junior 2006 et ayant remporté la médaille d'or lors des Championnats du monde d'athlétisme junior de 2008, elle a également participé aux Jeux olympiques de 2008, sans atteindre la finale, qu'elle obtient à Londres quatre ans après avec son record national à 18,80 m (9e).
Le 18 mai 2018, elle porte son record personnel et national à 18,97 m. Mais au cours de cette compétition, elle est testée positive pour dopage. En octobre, elle est suspendue pour une durée de 4 ans. En mars 2019, elle annonce faire appel auprès du TAS. En juin, elle annule son appel et accepte une suspension de 3 ans. Le 9 septembre 2019, son ancienne entraîneuse Dulce Margarita Garcia de 2003 à son test antidopage positif décède d'une crise cardiaque à son domicile. 

## Palmarès
| Date | Compétition                    | Lieu            | Résultat | Marque  |
| ---- | ------------------------------ | --------------- | -------- | ------- |
| 2005 | Championnats du monde cadets   | Marrakech       | 4e       | 14,44 m |
| 2006 | Championnats du monde juniors  | Pékin           | 12e      | 14,38 m |
| 2007 | Championnats d'Amérique du Sud | São Paulo       | 3e       | 16,20 m |
| 2007 | Jeux panaméricains             | Rio de Janeiro  | 7e       | 16,92 m |
| 2008 | Championnats ibéro-américains  | Iquique         | 1re      | 18,65 m |
| 2008 | Championnats du monde juniors  | Bydgoszcz       | 1re      | 17,23 m |
| 2009 | Championnats d'Amérique du Sud | Lima            | 1re      | 17,73 m |
| 2010 | Championnats ibéro-américains  | San Fernando    | 2e       | 17,10 m |
| 2011 | Championnats d'Amérique du Sud | Buenos Aires    | 1re      | 17,15 m |
| 2011 | Jeux panaméricains             | Guadalajara     | 5e       | 17,56 m |
| 2012 | Championnats ibéro-américains  | Barquisimeto    | 2e       | 18,46 m |
| 2012 | Jeux olympiques                | Londres         | 8e       | 18,80 m |
| 2013 | Universiade                    | Kazan           | 3e       | 17,96 m |
| 2013 | Championnats du monde          | Moscou          | 10e      | 18,02 m |
| 2015 | Jeux panaméricains             | Toronto         | 3e       | 18,01 m |
| 2015 | Championnats du monde          | Pékin           | 9e       | 17,98 m |
| 2016 | Championnats ibéro-américains  | Rio de Janeiro' | 3e       | 17,45 m |
| 2016 | Jeux olympiques                | Rio de Janeiro  | 10e      | 18,07 m |
| 2017 | Universiade                    | Taipei          | 4e       | 17,73 m |
| 2017 | Jeux Bolivariens               | Santa Marta     | 1re      | 17,99 m |
| 2018 | Jeux sud-américains            | Cochabamba      | —        | DQ      |
| 2023 | Championnats d'Amérique du Sud | São Paulo       | 3e       | 16,93 m |

## Records
| Épreuve         | Marque       | Lieu    | Date        |
| --------------- | ------------ | ------- | ----------- |
| Lancer du poids | 18,80 m (NR) | Londres | 6 août 2012 |